# 韦伯斯特—阿什伯顿条约
韦伯斯特－阿什伯顿条约（英语：Webster–Ashburton Treaty）签署于1842年8月9日，用于解决美国与英属北美殖民地（后来的加拿大）之间的数个边界问题。由美国总统约翰·泰勒批准，用以解决阿魯斯圖克问题（一场关于缅因州与新不伦瑞克边境地区的非暴力爭端），条约主要内容有：
- 最终确定了苏必利尔湖和伍兹湖之间的边界，此为1783年巴黎条约的一个遗留问题。
- 重申边界线（北緯49度線）在西部边界的位置，直到1818年条约中规定的落基山脉。
- 定义了七种会被引渡的犯罪。
- 呼吁停止公海上的奴隶贸易。
- 同意五大湖由双方共享使用。

该条约追朔认可了魁北克的南部边界，为1771年至1773年确定的柯林斯－瓦伦丁线，条约将北纬45度线作为边界线，但在几个地点分界线向北移动了半英里。条约由美国国务卿丹尼尔·韦伯斯特与英国外交官第一代阿什伯頓男爵亞歷山大·巴林签署。